# Сент-Олаф (тауншип, Миннесота)
Сент-Олаф (англ. St. Olaf) — тауншип в округе Оттер-Тейл, Миннесота, США. На 2000 год его население составило 332 человека.

## География
По данным Бюро переписи населения США площадь тауншипа составляет 93,4 км², из которых 83,6 км² занимает суша, а 9,7 км² — вода (10,43 %).

## Демография
По данным переписи населения 2000 года здесь находились 332 человека, 124 домохозяйства и 102 семьи.  Плотность населения —  4,0 чел./км².  На территории тауншипа расположено 175 построек со средней плотностью 2,1 построек на один квадратный километр. Расовый состав населения: 96,69 % белых, 1,51 % коренных американцев, 0,30 % азиатов и 1,51 % приходится на две или более других рас.
Из 124 домохозяйств в 37,9 % воспитывались дети до 18 лет, в 77,4 % проживали супружеские пары, в 4,0 % проживали незамужние женщины и в 17,7 % домохозяйств проживали несемейные люди. 17,7 % домохозяйств состояли из одного человека, при том 7,3 % из — одиноких пожилых людей старше 65 лет. Средний размер домохозяйства — 2,68, а семьи — 3,03 человека.
27,1 % населения — младше 18 лет, 7,2 % — в возрасте от 18 до 24 лет, 25,9 % — от 25 до 44, 29,2 % — от 45 до 64, и 10,5 % — старше 65 лет. Средний возраст — 39 лет. На каждые 100 женщин приходилось 104,9 мужчин.  На каждые 100 женщин старше 18 приходилось 100,0 мужчин.
Средний годовой доход домохозяйства составлял 40 865 долларов, а средний годовой доход семьи —  45 625 долларов. Средний доход мужчин —  22 857  долларов, в то время как у женщин — 27 188. Доход на душу населения составил 17 878 долларов. За чертой бедности находились 5,2 % семей и 6,8 % всего населения тауншипа, из которых 9,5 % младше 18 и 11,1 % старше 65 лет.